# Ribeira dos Moinhos (Angra do Heroísmo)
A Ribeira de Angra, também referida como Ribeira dos Moinhos localiza-se no centro histórico da cidade e Concelho de Angra do Heroísmo, na Ilha Terceira, nos Açores.
Com a função de abastecimento de água potável e de escoamento das águas servidas, o seu aproveitamento como força-motriz para os estabelecimentos manufatureiros fez com que, históricamente, tenha sido um dos elementos que permitiu o povoamento e o desenvolvimento do núcleo urbano, em termos económicos e sociais. Desativada na década de 1950, atualmente são visíveis apenas alguns de seus troços, estando em discussão a sua revitalização e aproveitamento turístico.

## História

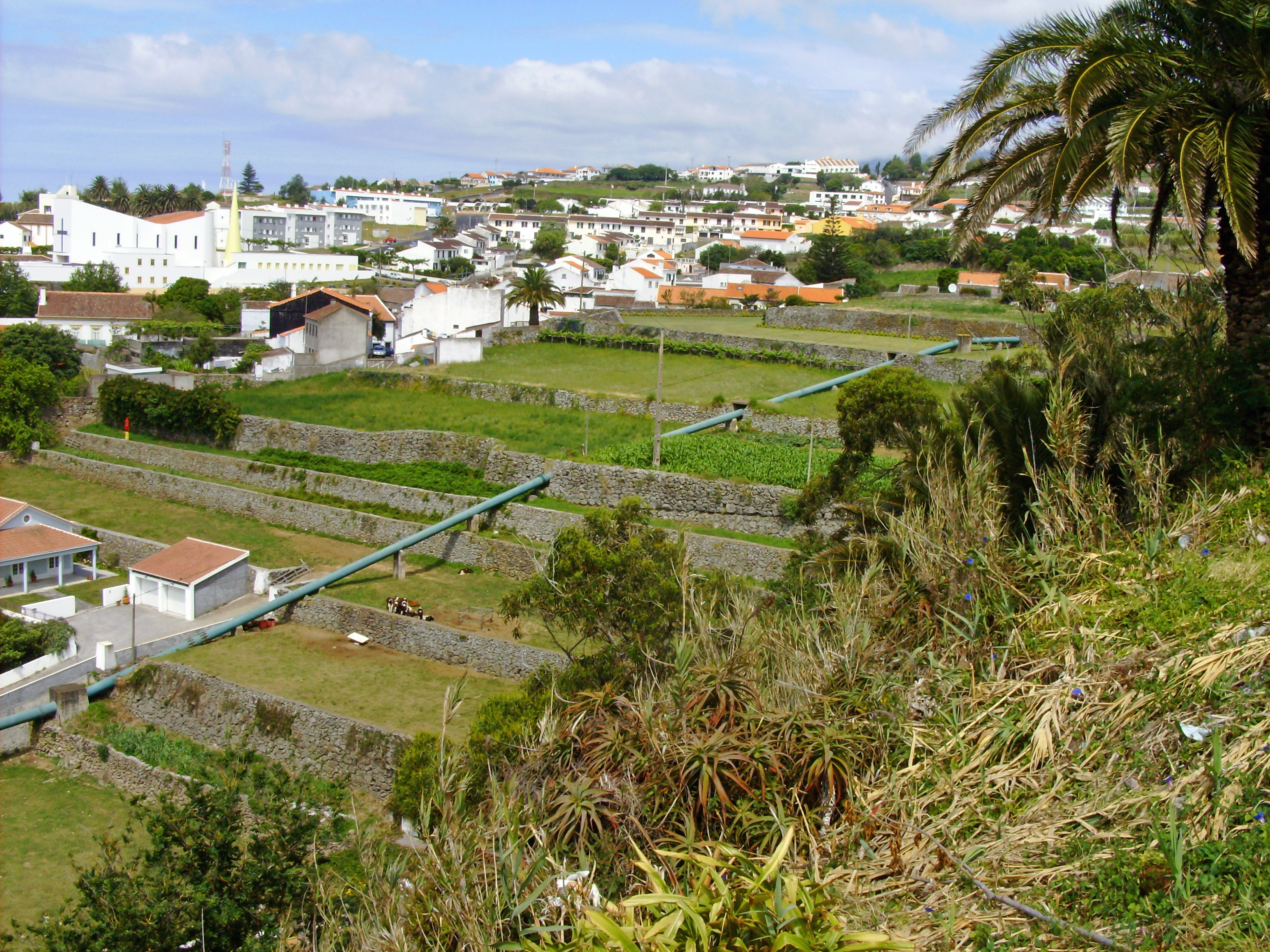
Angra do Heroísmo: moderna adutora de água.

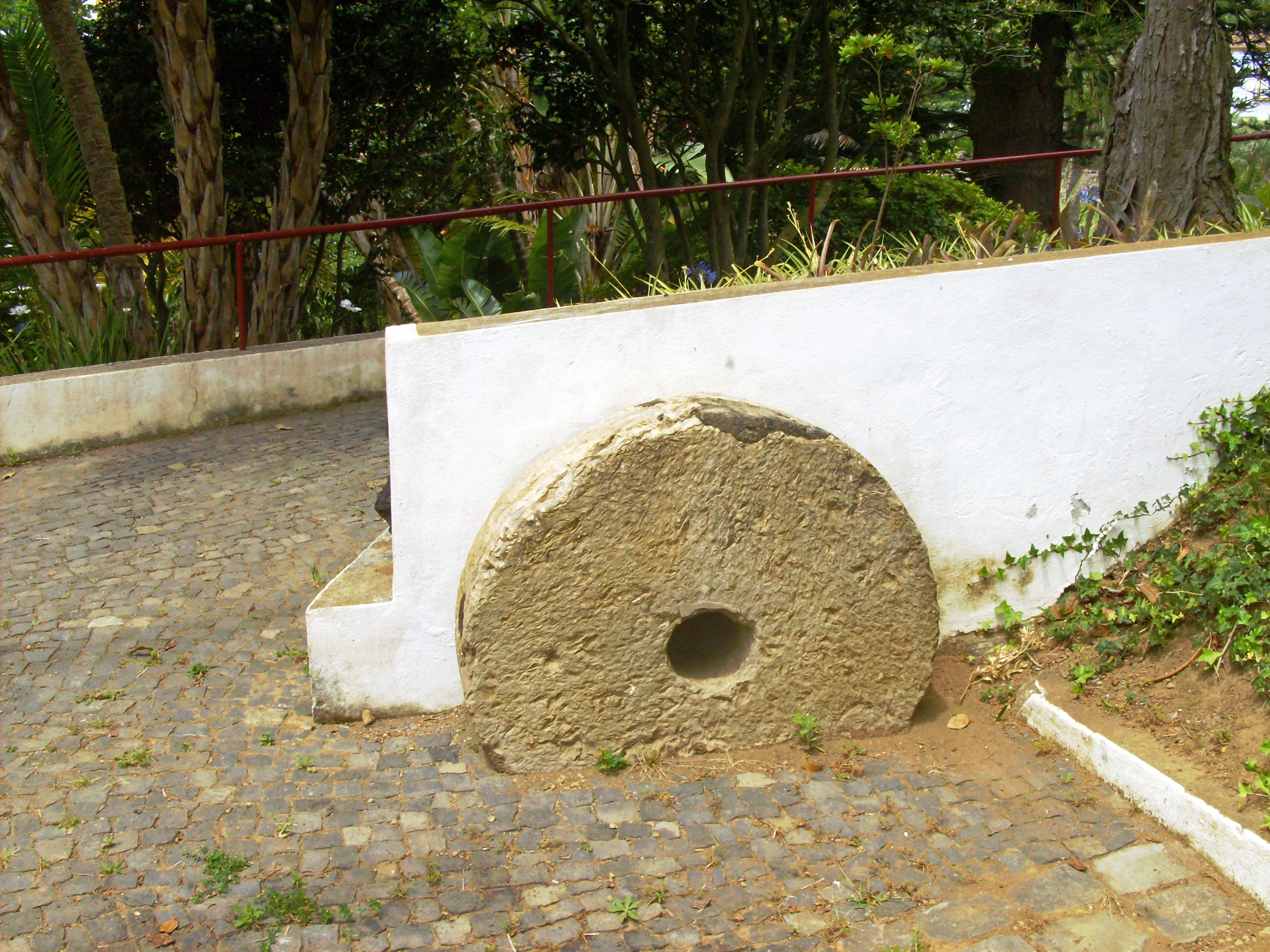
Jardim Duque da Terceira, Angra: antiga mó.

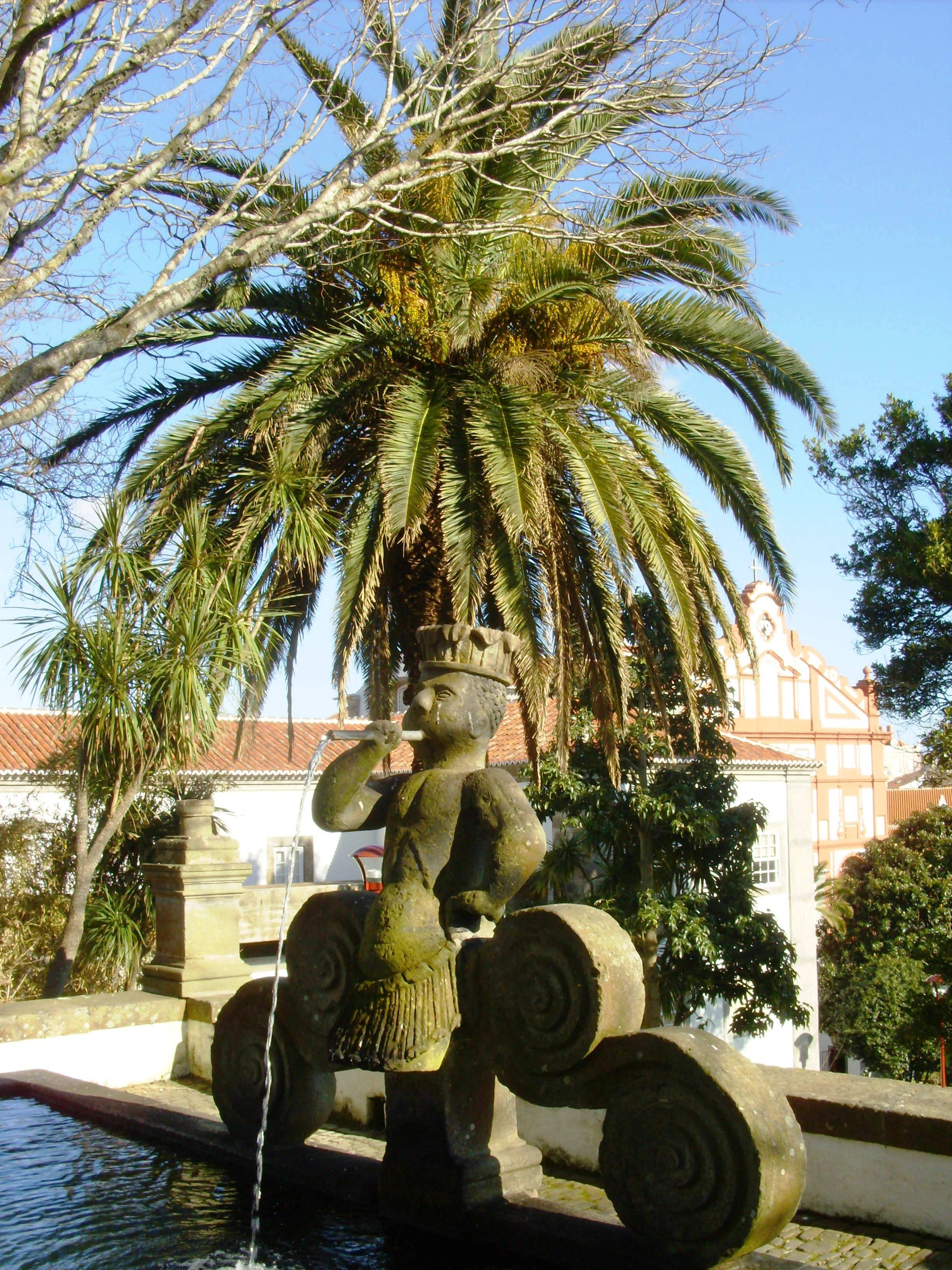
Tanque do "Preto", Jardim Duque da Terceira, Angra do Heroísmo: integrava o sistema de abastecimento do antigo Convento de São Francisco (ao fundo).

O primeiro capitão do donatário da ilha, Jácome de Bruges, possivelmente demovido pela orografia em torno da baía de Angra, preferiu estabelecer o primeiro núcleo de povoamento na Praia, já em 1450.
Foi Álvaro Martins Homem quem terá reconhecido as possibilidades de aproveitamento das águas profundas e abrigadas da baía de Angra como porto. Terão contribuído para essa decisão os cursos d'água abundantes, oferta complementada por outros, que se precipitavam sobre a baía vizinha a leste, que delas recebeu o nome - baía das Águas.
Os primeiros habitantes de Angra fixaram-se no alto do Corpo Santo, sobranceiro ao porto. Paralelamente, Martins Homem deu início à levada da chamada "Ribeira dos Moinhos", em seu curso fazendo instalar doze moinhos, cujos rendimentos lhe pertenciam, conforme Carta-régia.
Desse modo, as águas que desciam da serra do Morião, passaram a ser captadas e desviadas para uma levada em declive suave que se desenvolvia em curva, num leito artificial de pedra lavrada. O curso d'água ganhava volume no alto de São João de Deus alargando-se no pântano que existiu nos terrenos onde hoje se abre a praça Velha. Na altura do atual Alto da Memória as suas águas alimentavam o primitivo Castelo dos Moinhos, primeira fortificação de Angra, erguida na passagem da década de 1460 para a de 1470. A julgar pelos nomes das antigas ruas, ao longo da nova levada implantaram-se doze moinhos, algumas alcaçatarias para tratamento de couros e peles, e um pisão de linho ou mesmo de pastel. Essa informação é confirmada pelas Cartas-régias de 1474, que doaram a capitania de Angra a João Vaz Corte-Real e a capitania da Praia a Martins Homem, estabelecendo uma compensação para este último por conta das moinhos que ali feito com "grandes despesas" e que teria que abandonar.
Nos séculos XV e XVI, a economia da cidade era dinamizada pela produção de farinha, têxteis, mobiliário, construção e reparação naval. Dos doze moinhos existentes no século XVI, contavam-se em 1956, ano de sua desativação, quarenta e dois, muitos azenhas e os demais de rodízio.
Ao final do século XVI, na obra Saudades da Terra, o cronista Gaspar Frutuoso assim descreve o abastecimento de água em Angra:
"Afora a ribeira do Telhal, que corre pela parte do oriente, perto da freguesia da Conceição, pelo meio desta cidade corre outra grossa ribeira de água, a qual vem ter ao porto, com que se regam muitos jardins que nela há e moem doze moinhos dentro, na cidade, que são serventia de toda esta parte do sul, a qual ribeira procede de várias fontes, que estão quase uma légua da cidade contra uma grande serra [serra do Morião], e ao pé dela mesma nasce outra fonte [Nasce Água], de muito cópia água, com arca fechada, da qual por canos vem ter à cidade e se reparte por quatro principais chafarizes, afora outro que sai junto do cais, donde se provêem todos os navegantes e armadas; e além disso, se reparte por todos os mosteiros e algumas casas principais, com que fica a cidade muito fresca e abundante; de modo que são por todos doze chafarizes (...)."
De acordo com a Fenix Angrence, do padre Manuel Luís Maldonado, os doze moinhos de Angra moíam 48 moios de trigo por semana (cerca de 39 toneladas de farinha), nomeando-os:
1. Moinho da Janela - gerido por Sebastião Roiz (ou Rodrigues);
2. Moinho da Cova - gerido por André Dias;
3. Moinho do Picão - gerido por Manoel Fragoso;
4. Moinho do Rego - gerido por António de Sousa;
5. Moinho da Madeira - gerido por Francisco Ferreira;
6. Moinho da Calçada - gerido por João da Costa;
7. Moinho Novo - gerido por Manoel d'Almeida;
8. Moinho de São João de Deus - gerido por Manoel d'Almeida;
9. Moinho do Muro - gerido por Nicolau Machado;
10. Moinho das Duas Portas - gerido por Manuel Fernandes Carvalhal;
11. Moinho da Calçadinha - gerido por Manoel Raposo;
12. Moinho da Fabia - gerido por Manoel Fernandes.

Parte das águas da ribeira de Angra foi desviada posteriormente para o Alto das Covas, descendo para a cidade por meio de "arquinhas" (arcos). Em 1600, o chamado "Cano Real" garantiu que parte dessa água chegasse ao Castelo de São João Baptista.
Em 1956 o multisecular curso de água foi desviado para alimentar as duas centrais hidrelétricas construídas para fornecer energia elétrica à cidade a Angra. Na ocasião os antigos moleiros ganharam motores elétricos e a ribeira acabou por vir a secar.

## Características

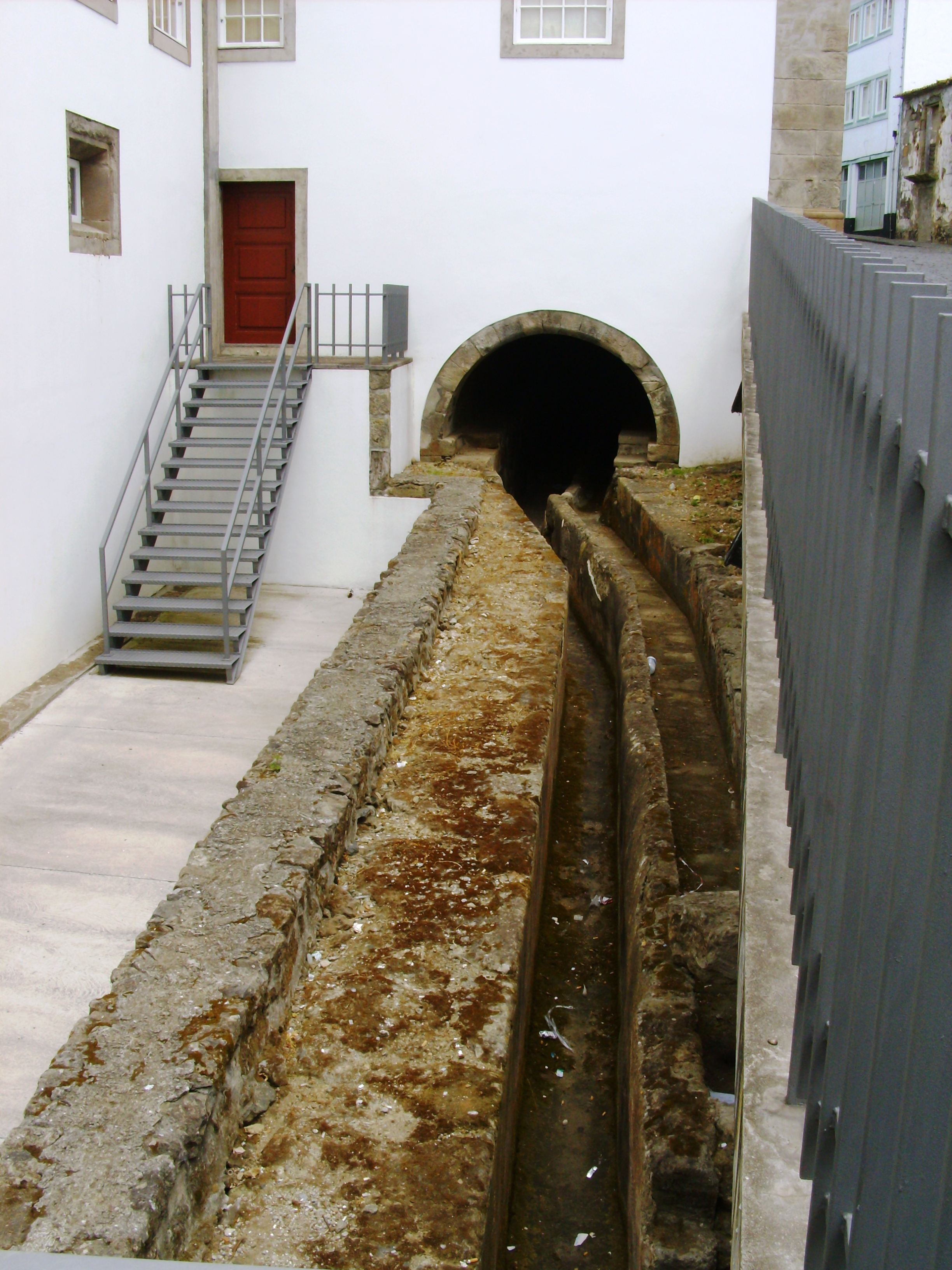
Convento de São Francisco, Angra: detalhe das antigas canalizações hidráulicas.

- O curso d'água nasce na serra do Morião, sobranceiro ao outeiro.
- O seu enrocamento, em cantaria de pedra aparelhada, estendia-se do alto de São João de Deus até ao centro da cidade, desaguando na baía de Angra.
- Alimentava o antigo Matadouro, na altura da moagem na atual rua do Pisão.
- São visíveis trechos nas traseiras do antigo Convento de São Francisco, atual Museu de Angra, onde ainda se observam duas canalizações:
  - uma superior, destinada à água potável (que atendia a diversos chafarizes);
  - uma inferior, destinada às "àguas sujas".
- Acima do chamado "Tanque do Preto" (antigo reservatório de água do convento), embora a canalização tenha desaparecido, são visíveis as ruínas dos moinhos que as aproveitavam.